# 林鉅成
林鉅成，JP（1935年11月24日—），祖籍廣東新會，香港民主同盟創始成員，前立法局議員及區議員。在卸任立法局議員一職仍然關心社會事務，例如在港大校委會否決陳文敏為副校長一事上，他就為陳文敏抱不平。到2018年，他又要求釋放因悼念六四而被捕的人士。
1985年自動當選為黃大仙區議員（黃大仙上邨及鳳凰）。同年晉身立法局。1988年香港立法局選舉時落選。1991年重返立法局。1993年獲委任為太平紳士。
林鉅成同時為普通科門診執業醫生，其醫術了得、診症準確，獲得不少病人對其診症之讚譽；此外，他亦曾義務兼任聖母醫院院長。他在1955年畢業於聖類斯中學，在同年英文中學會考中考獲英文、物理、歷史、地理以及公民5科「良」等，中文、數學以及化學3科「優」等成績。